# Яна Чернохова
Яна Чернохова (чеськ. Jana Černochová; нар. 26 жовтня 1973, Прага) — чеський політик, з грудня 2021 року міністр оборони Чеської Республіки в уряді Петра Фіали, з червня 2010 по серпень 2013 року та знову з жовтня 2013 року депутат парламенту Чеської Республіки від столиці міста Прага, з 2006 по 2010 рік і знову з 2012 по 2021 рік — пані мер муніципального округу Прага 2, член Громадянської демократичної партії .

## Політична кар'єра
У 1997 році вступила до Громадянської демократичної партії (ODS). У 1998 році засідала в муніципальній раді Праги 2, де в у 2006—2010 рр. вперше була міською головою. У 2010 році стала членом правління.
На виборах 2010 року обрана до нижньої палати чеського парламенту. Після призначення її партнера Мартіна Червічека президентом поліції в серпні 2012 року Чернохова відмовилася від членства в Комітеті безпеки палати, який вона очолювала до того часу.
На виборах 2013 року знову обрана до Палати депутатів з третього місця кандидата празького ODS. У листопаді обрана 1-м віцепрезидентом депутатського клубу ODS.
На муніципальних виборах 2014 року захищала пост представника муніципального округу Прага 2. Партія виграла вибори в районі (тобто 25,28 % голосів і 11 мандатів), а 7 листопада 2014 року Яну Чернохову обрали пані мером на наступний термін.
На виборах до Палати депутатів ПЧР у 2017 році набрала 12 426 преференційних голосів, чим захистила свій депутатський мандат. У депутатському клубі ODS захищала посаду 1-го віцепрезидента
На муніципальних виборах у 2018 році Чернохова знову захищала пост представника округу Прага 2 від ODS. У листопаді 2018 року вчетверте обрана очільницею району Прага 2. У грудні 2021 року подала у відставку з посади міської голови міськрайону, оскільки стала міністером оборони та залишилася членом колегії з питань освіти. Її змінила Олександра Удженія.
На виборах до Палати депутатів ПЧР у 2021 році балотувалася від ODS на 2 місці як кандидат від коаліції СПОЛУ (т. ODS, KDU-ČSL і TOP 09) у Празі. Отримала понад 35 500 преференційних голосів і переобрана депутатом.
У листопаді 2021 року стала кандидатом від ODS на посаду міністра оборони в новому уряді Петра Фіали, що складається з коаліцій SPOLU та PirSTAN. У середині грудня 2021 року президент Мілош Земан призначив її на цю посаду в замку в Ланах.
На муніципальних виборах у 2022 році балотувалася до ради Праги 2 як кандидат від коаліції «ODS і TOP 09 — РАЗОМ ЗА Прагу 2». Їй вдалося захистити мандат депутата міськради. 17 жовтня 2022 року відбулися обрання радників.

### На посаді міністра оборони
Як міністр оборони Чернохова хоче збільшити військовий бюджет із нинішніх 85 мільярдів (у 2021 році) до 140 мільярдів крон (до 2025 року), задля виконання зобов'язання Чехії перед НАТО.
У травні 2023 року начальник Генштабу армії Чеської Республіки Карел Ржека мав попросити про звільнення його з посади через розбіжності з Черноховою, які він обговорював з прем'єр-міністром Петром Фіалою. Згодом ситуація прояснилася після спільної зустрічі обох сторін із прем'єр-міністром. Пізніше Чернохова заявила в інтерв'ю Radiožurnál, що має підозри щодо корупції в армії й тому тимчасово взяла на себе кадрову роботу.
У травні 2023 року Яна Чернохова також підписала двосторонній договір про оборону зі США.

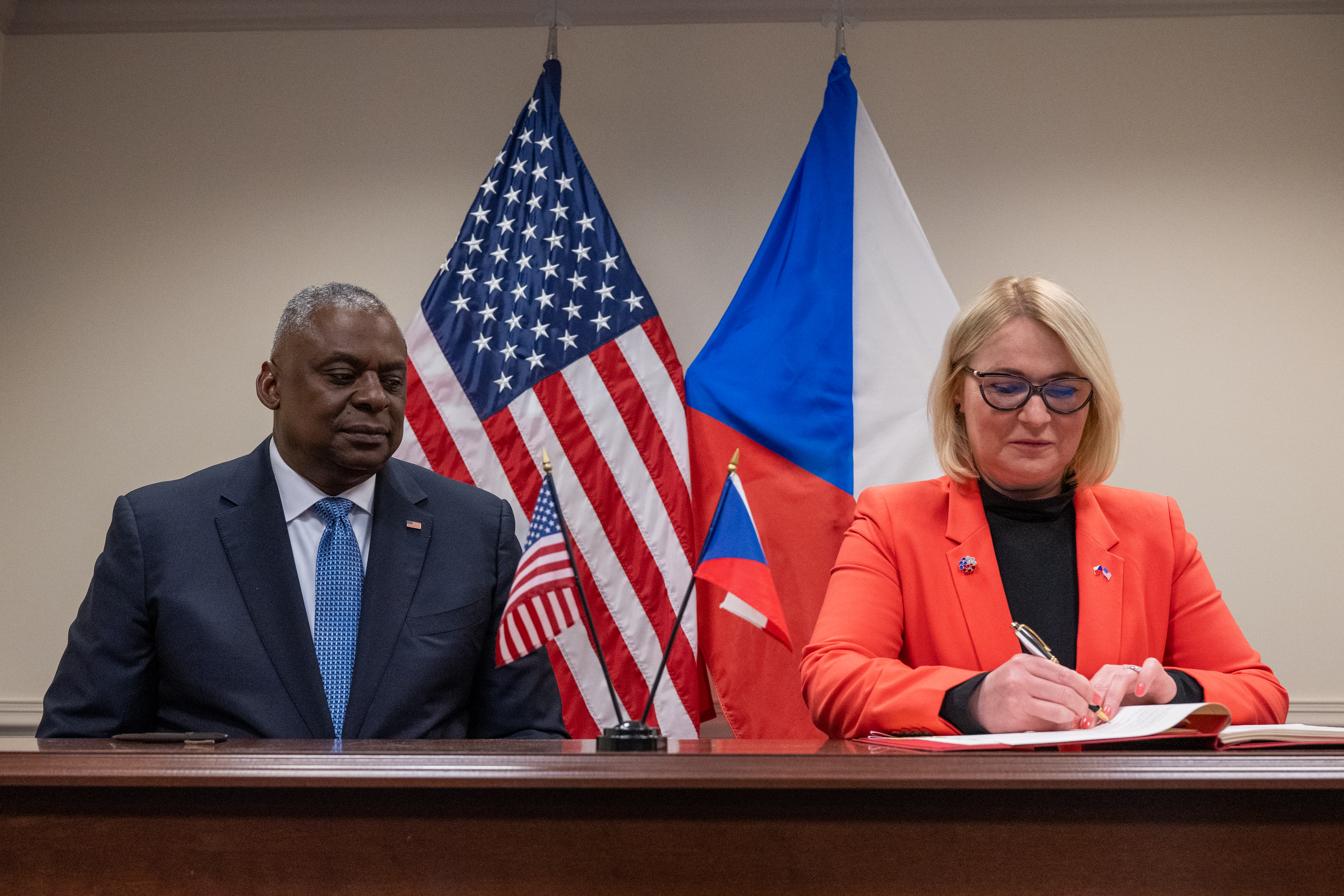
23 травня 2023 року Чернохова підписала «Угоду про оборонне співробітництво» з міністром оборони США Ллойдом Остіном у Пентагоні

У вересні 2023 року вона пролобіювала купівлю 24 американських винищувачів Lockheed Martin F-35 Lightning II за 150 мільярдів чеських крон. Чернохова відкинула аргумент про те, що Ізраїль планує купувати винищувачі F-35 у США за півціни, зазначивши, що «США та Ізраїль мають специфічні відносини, які включають особливі гарантії безпеки, масивну фінансову підтримку (до 3,8 млрд доларів на рік) та військові поставки на умовах, які не є широко відомими». За оцінками Міністерства оборони Чехії, загальна вартість придбання і експлуатації літаків F-35 досягне 322 мільярдів чеських крон до кінця терміну їхньої служби в 2069 році.
Згідно з новою оборонною стратегією, яку Чернохова представила депутатам Комітету з питань оборони 1 вересня 2023 року, чеське суспільство і чеська економіка повинні готуватися до можливості тривалої Третьої світової війни, до пересування великої кількості союзницьких військ через чеську територію і до ризику ядерного конфлікту.
Вона розкритикувала президента України Володимира Зеленського за його виступ на Генеральній Асамблеї ООН у Нью-Йорку 20 вересня 2023 року, в якому він звинуватив Польщу у відсутності солідарності з Україною і навіть у пособництві Росії.
15 жовтня 2023 року, через тиждень після нападу ХАМАСу на південь Ізраїлю, Черночова прийшла з ізраїльським прапором на Вацлавську площу, щоб підтримати Ізраїль, де проходила демонстрація на підтримку Держави Палестина. 28 жовтня 2023 року, після того, як більшість країн-членів Організації Об'єднаних Націй (ООН) проголосували за резолюцію із закликом до гуманітарного припинення вогню у війні між Ізраїлем та ХАМАСом у світлі зростаючої кількості жертв серед цивільного населення в секторі Газа, Чернохова закликала Чехію вийти з ООН. За словами Чернохової, Чехія «не має нічого спільного з організацією, яка підтримує терористів і не поважає основне право на самооборону».

## Політичні погляди
Після терактів у Парижі в листопаді 2015 року, Чернохова закликала до перегляду міграційної політики Євросоюзу та попередила про загрозу радикального ісламу. Брала активну участь на демонстрації із гаслом «Ми не хочемо ісламу в Чехії».
За словами Чернохової: 
Повинні бути встановлені правила, які не дозволять свободі нашого слова, релігії, культури та юдеохристиянської цивілізації відійти на другий план завдяки іншим нерелігійним аспектам ісламу (шаріат, джихад), що межують з ідеологіями, які не мають нічого спільного з релігійним віросповіданням.
Була противницею виведення чеських солдатів з Афганістану. Мотивуючи свою позицію тим, що це збільшило б витрати на оборону. Після вбивства саудівського журналіста Джамаля Хашоґджі в консульстві Саудівської Аравії в Стамбулі, Чернохова закликала ввести ембарго на постачання зброї для Саудівської Аравії, якій Чехія лише у 2014 році експортувала військових матеріалів на 70,1 млн євро.
У жовтні 2019 року вона розкритикувала вторгнення Туреччини в Сирію, спрямоване проти курдів на території Рожави на півночі Сирії, і висловила стурбованість тим, що якщо НАТО, членом якої є Туреччина, «відмовиться від дотримання своїх власних принципів, то послабить свій вплив в очах інших». У березні 2020 року в залі Палати депутатів вона засудила режим президента Туреччини Ердогана та заявила, що «Туреччина досить відкрито супроводжує мігрантів до кордону з Грецією і тим самим дестабілізує та загрожує всьому Європейському Союзу».
У вересні 2020 року вона отримала попередження від Служби безпеки та інформації про те, що як голова комітету з питань оборони в Палаті депутатів вона входить до списку кількох сотень чехів, за якими стежить китайська компанія Zhenhua Data Technology, яка тісно пов'язана з Китайською народною армією та китайськими спецслужбами. На що Чернохова відповіла «очевидно, що розвідувальна діяльність Китаю у світі є дуже активною, і китайський режим використовує не лише стандартні розвідувальні служби, але й китайські компанії».
Підтримує Ізраїль та його політику. Яна Чернохова засудила заяви міністра культури Любомира Заоралека, який сказав Ізраїлю, що не можна мовчати, коли не дотримуються основи міжнародних правил і чужа територія окуповується силою, та порівняв плани Ізраїлю анексувати єврейські поселення на окупованому Західному березі з долею колишньої Чехословаччини у XX столітті. Вона висловила підтримку Ізраїлю під час ізраїльсько-палестинської кризи у травні 2021 року.

## Критика
За даними Kverulant.org, Чернохова придбала дорогі кулемети без тендеру. Коли деякі журналісти розкритикували її за використання сексистських інсинуацій, щоб покарати олімпійського чемпіона Давида Свободу за те, що він прямо не засудив російське вторгнення в Україну, Чернохова назвала журналістів, про яких йшлося, «шовіністичними свинями».